# RAF Tangmere
 (juin 2025).
Si vous disposez d'ouvrages ou d'articles de référence ou si vous connaissez des sites web de qualité traitant du thème abordé ici, merci de compléter l'article en donnant les références utiles à sa vérifiabilité et en les liant à la section « Notes et références ».
La Royal Air Force Station de Tangmere était une base aérienne de la Royal Air Force située près du village de Tangmere, à 5 km à l'est de Chichester dans le Comté du West Sussex (Angleterre). Cette base joua un rôle important lors de la Bataille d'Angleterre.

## Historique

### Première Guerre mondiale
L'aérodrome fut construit en 1917 par le Royal Flying Corps pour servir comme base d'entraînement. En 1918, la base fut transférée à l'United States Army Air Service comme terrain d'entraînement jusqu'à la fin de la Grande Guerre, en novembre de cette même année. Cette station fut par la suite mise en sommeil.

### Entre-deux-guerres
En 1925, la base reprend du service actif avec la Fleet Air Arm, en accueillant les biplans Gloster Gamecock du No. 43 Squadron RAF.

### Seconde Guerre mondiale
Alors que les prémices de la guerre se faisaient sentir à la fin des années 30, les progrès aéronautiques firent un grand bond en avant. Cette période vit apparaître des avions de chasse britanniques rapides, tel que les Hawker Fury, Gloster Gladiator et Hawker Hurricane tous propulsés par le célèbre moteur Rolls-Royce Merlin et surtout tous utilisés à partir de cette base aérienne.
En 1939, l'aérodrome fut agrandi pour contrer les attaques de la Luftwaffe sur la cote sud de l'Angleterre, nécessitant de démolir quelques maisons et l'unique hôtel du village. La RAF réquisitionna la majorité des maisons du centre du village, n'autorisant que six ou huit familles à rester. Ce n'est qu'en 1966 que le village retrouva son statut de communauté civile.

Alignement de Supermarine Spitfire Mark VB du No. 131 Squadron RAFà Tangmere (juin 1942).

En août 1940 au commencement de la guerre, un premier squadron (No. 602 Squadron RAF) de Spitfire fut stationné sur un terrain satellite près de Westhampnett.
Le premier raid ennemi sur la base, qui fut aussi le pire, fut mené le 16 août 1940 par une centaine d’appareils de la Luftwaffe, principalement des bombardiers en piqué Stuka protégés par des chasseurs. De nombreux bâtiments et appareils au sol furent endommagés, ainsi que 14 personnels au sol et 6 civils tués. Cependant, la base fut rapidement réparée pour reprendre le service actif.
Tout au, long de la guerre, cet aérodrome fut aussi une base secrète du Special Operations Executive ou SOE qui envoyait des agents en France occupée pour renforcer la Résistance. Le bureau du SOE était situé dans un cottage à l'entrée de la base, aujourd’hui encore cette maison arbore une plaque commémorative à son ancienne vie secrète.
Plus tard dans la guerre, alors que le rôle de la RAF passait de défenseur à attaquant, le commandement du Fighter Command de Tangmere fut attribué l'As britannique, Douglas Bader. Le pub du village est nommé en son honneur le Bader Arms.

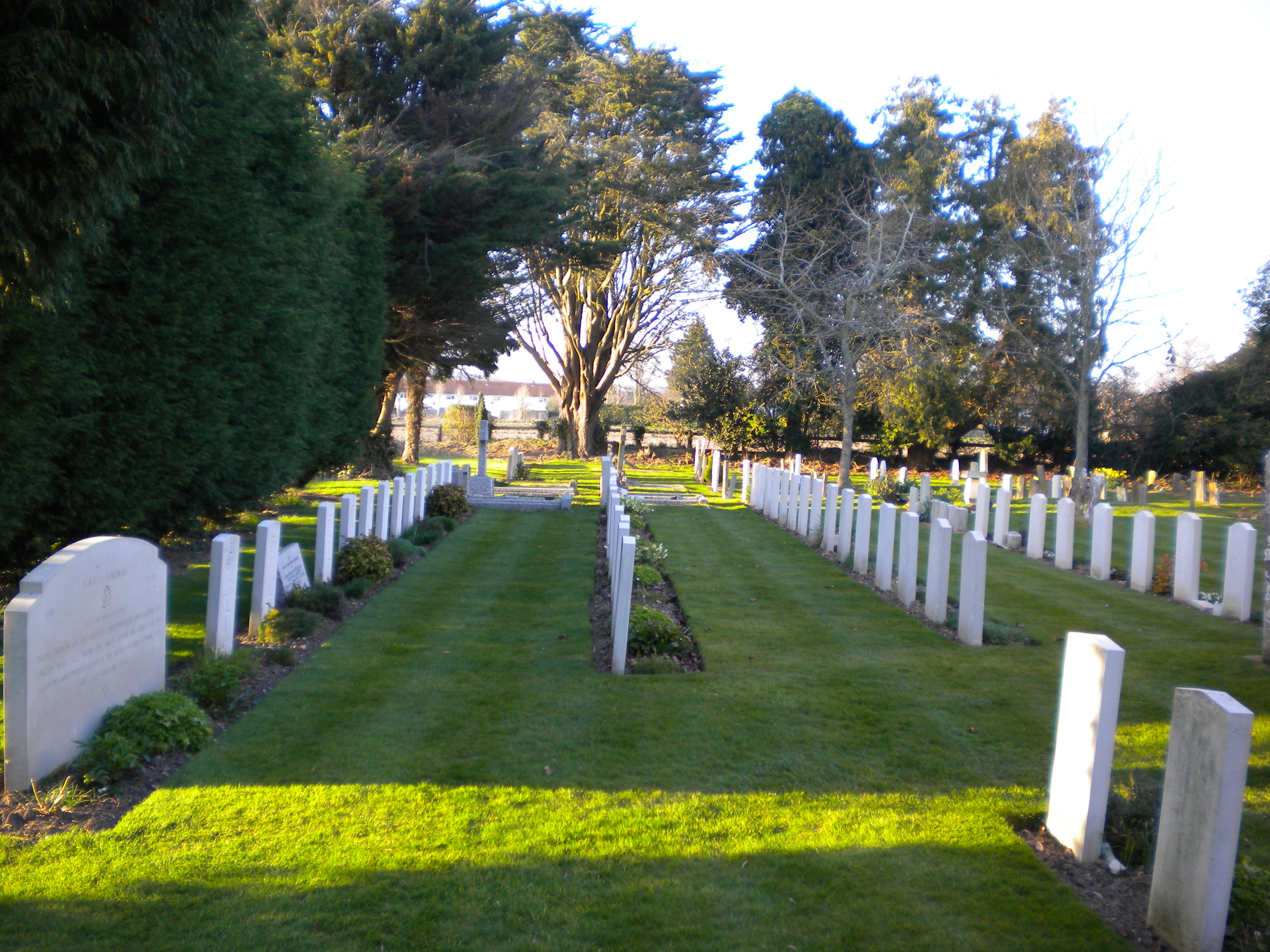
Tombes d'aviateurs allemands (à droite) et du Commonwealth se font face dans le cimetière de St Andrew's Church. La grande pierre tombale de gauche est un mémorial aux aviateurs des deux bords perdus en mer.

Beaucoup d'aviateurs et de militaires, alliés ou de l'Axe, qui furent tués au-dessus de cette base sont enterrés au cimetière de St Andrews Church, aujourd’hui sous l’administration de la Commonwealth War Graves Commission.
Aujourd'hui, l'aérodrome accueille un musée aéronautique.